# Hoghiz
Hoghiz (in ungherese Olthévíz, in tedesco Warmwasser) è un comune della Romania di 5172 abitanti, ubicato nel distretto di Brașov, nella regione storica della Transilvania.
Il comune è formato dall'unione di 6 villaggi: Bogata Olteană, Cuciulata, Dopca, Fântâna, Hoghiz, Lupșa.